# Izačić
Izačić falu Bosznia-Hercegovinában, Bihács községben, a Bosznia-hercegovinai Föderáció Una-Szanai kantonjában. 

## Fekvése
Bihácstól légvonalban 10, közúton 11 km-re északnyugatra, a horvát határ mellett és az izačići határátkelő közvetlen közelében fekszik. Az Osoj és a Tunja patak völgyétől, mely a Margita, Kamenica, Johovac és Mriježnica-patakok meredek völgyeiben végződik, a 414 méter magas Izačićka glavica választja el. Itt állt egykor Izačic középkori vára, melynek helyén már csak az új mecset látható. A Londža nevű magaslat alatt, ahol ma a régi mecset áll, található a Kula településrész, melyet egyik oldalról a Briševac, a másik oldalról az Arkovac nevű patak határol. A Margita-patak a Johovacba, az a Mriježnicába, a Mriježnica pedig a Klokotba ömlik, mely a Jasikot és a Jarugát is magába fogadja.

## Népessége
| Nemzetiségi csoport | Népesség 1991 | Népesség 2013 |
| ------------------- | ------------- | ------------- |
| Szerb               | 7             | 0             |
| Bosnyák             | 1189          | 975           |
| Horvát              | 2             | 0             |
| Jugoszláv           | 7             | 0             |
| Egyéb               | 10            | 33            |
| Összesen            | 1215          | 1008          |

## Története
A település eredeti neve Dol volt, mely völgyet jelent. Ebből az időből két templom maradványa található itt, egy Bunića Selóban és egy Prnjavorban. Ezeken kívül a 20. század elején még további falak is felismerhetők voltak. A falu mai nevét a 15. század végén itt birtokos Izačić családról kapta. A család legnevesebb tagja az az Izacsics Pál volt, aki 1527-ben részt vett a Ferdinándot horvát királynak elismerő cetinjei száboron. 1540-ben a növekvő török veszély hírére a várban már 40 fős őrség szolgált, majd a következő évben ez már 50 főre emelkedett. Az izačići vár Bihács egyik elővára volt, a helyőrség parancsnoka a bihácsi várkapitány alárendeltje volt. A növekvő török betörések miatt a vár fenntartása egyre több pénzt emésztett fel, ezért akkori birtokosa, Izacsics István 1540-ben átadta a kincstárnak, maga pedig a biztonságosabb Kulpa és Száva közötti területre költözött átt. Miután Osztrozsác és Cazin elesett, Brekovica mellett Izačić vára Bihács egyik utolsó elővára lett. 1557-ben visszaverte a Malkocs bég vezette török hadak ostromát, majd több támadást is visszavert, melynek következtében falai nagyon meggyengültek. 1591-ben még visszaverte az újabb ostromot, de 1592-ben Predojević Hasszán aga török hadai őrségét már megadásra kényszerítették. A török ezután rögtön megerősítette a várat, melynek 1796-ban már 264 katonából és 22 tisztből álló török helyőrsége volt. Jelentőségét az is növelte, hogy időközben török határvár lett. 1809-ben a Boszniába Marmont marsall vezetésével benyomuló francia sereg pusztította el a falut és a várat. 1836-ban a határvidéket fosztogató török martalócok ellen erre a vidékre támadó osztrák császári hadak égették fel. valószínűleg ekkor pusztult el vára is, mert ezután már nem említik.
Bihács és környéke Izačić eleste után 1625-ig elhagyatott volt. Ekkor települtek be az első muszlim családok, majd az 1699-es karlócai béke után újabb telepesek érkeztek. Miután Izačić határvár lett a település is egyre inkább gaznizon jelleget öltött. Mivel túl sok lakos nem fért el már itt, a lakosságot katonai szervezetek váltották fel, a vár sorozatos bővítése miatt házakat távolítottak el a várból és a vár elől is. Így három, soros beépítésű településrész alakult ki: Grad, Kula és Prnjavor, melyek míg közigazgatásilag hozzá tartoztak, valójában elkülönültek és később egyre inkább külön falvaknak voltak tekintendők. Gradnak és Kulának nem voltak további részei, de Prnjavor további hat részre oszlott: Prnjavor, Bunića Selo, Čavnik, Vikića Selo, Abdića Selo és Maslin Do. Lakói főleg mezőgazdasággal foglalkoztak. Felesleges terményeiket Likában, Ličko Petrovo Selón adták el. A helyi igények kielégítésére több kézműves és üzlet működött a faluban.

## Nevezetességei
- Izacsics középkori várának mára felszíni nyoma nem maradt, a még meglevő csekély maradványokat az új mecset építésekor végrehajtott tereprendezés során tüntették el.

- A településen két mecset található. Az újmecset az egykori vár területén, annak a dombján áll. A régi mecset az újtól kissé lejjebb a Londža nevű magaslaton látható, nemrég újították fel.

- A völgyben van egy négyszögletes és alacsony torony, melyet Reiz tornyának neveznek.[1]

- A Prtišlen nevű magaslat közepén egy délnyugat-északkeleti irányban elnyúlt alaprajzú őskori erődített település maradványai találhatók. A maradványok hosszúsága 420 méter, szélessége 120 méter. A települést a rövidebb oldalakon kőfalak védték. Délkeleti sarkában egy mára teljesen felásott négyszögletes halom található. Korát a 19. század végén Václav Radímsky a vaskorra határozta meg.[4]